# ОМОН (Білорусь)
ОМОН (від рос. Отряд милиции особого назначения) або ЗМОП (біл. Атрад міліцыі асобага прызначэння) — загін міліції особливого призначення органів внутрішніх справ Республіки Білорусь, входить до складу міліції громадської безпеки і виконує спеціальні завдання, що стосуються компетенції органів внутрішніх справ.
В сучасній Білорусі ОМОН часто використовують як інструмент репресій.

## Коло повноважень

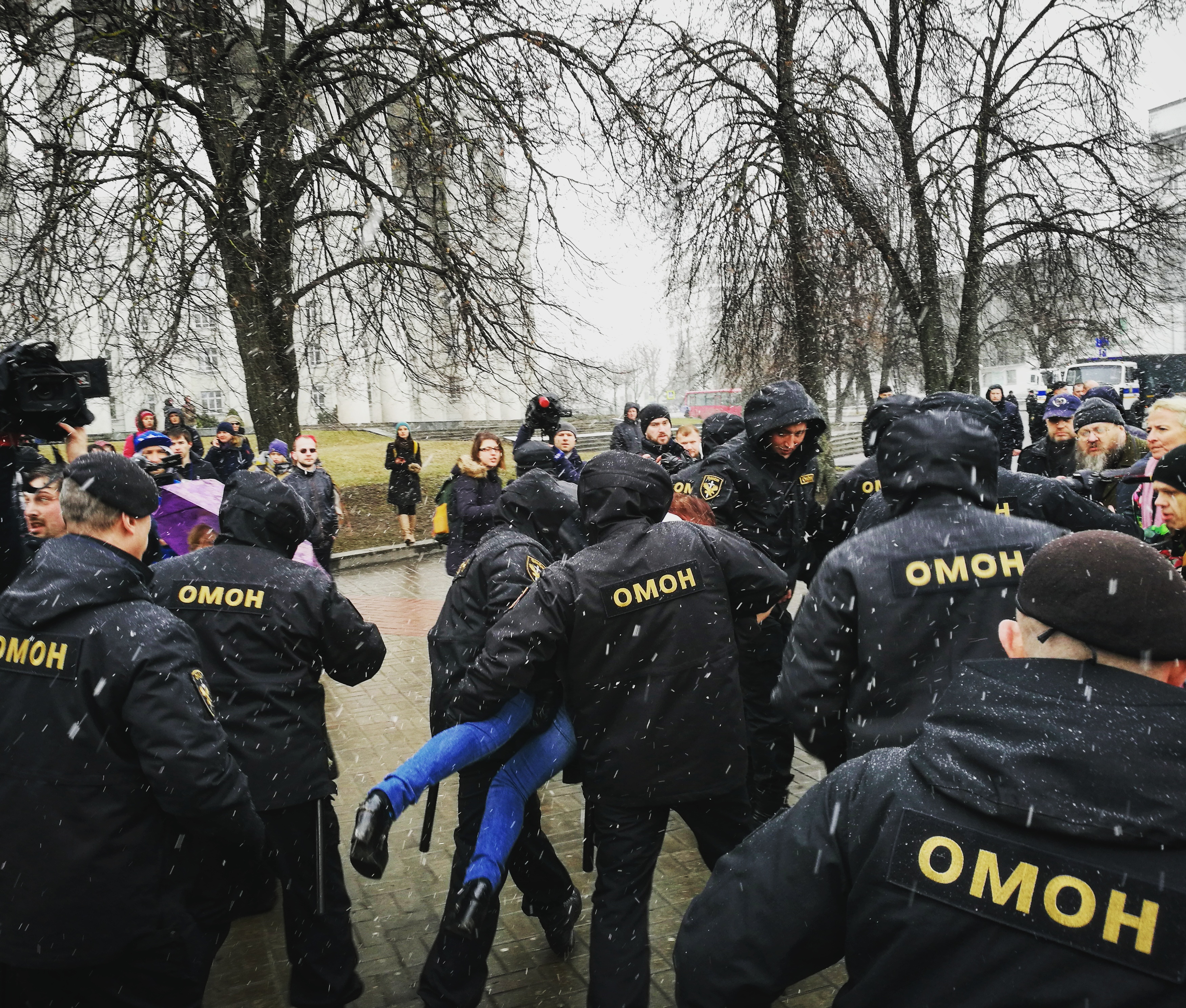
ОМОН затримує учасників "несанкціонованого" заходу на День Волі, 2017 рік.

Провідними завданнями підрозділу міліції особливого призначення є:
- забезпечувати силову підтримку спеціальних операцій (заходів), що їх проводять ОВС та інші правоохоронні органи;
- припиняти групові злочини з порушення громадського порядку і вчинення масових безладів, актів тероризму й проявів екстремізму під час проведення масових заходів;
- охороняти громадський порядок та забезпечувати особисту безпеку громадян, а також безпеку їх майна, прав, свобод і законних інтересів;
- оперативно реагувати на ускладнення криміногенної ситуації;
- затримувати осіб, що вчиняють озброєний спротив, скоїли тяжкі або особливо тяжкі злочини, або таких, що під підозрою в їх скоєнні, членів організованих злочинних угрупувань, злочинних організацій або банд, а також осіб, що їх підозрюють у скоєнні інших злочинів;
- забезпечувати цілодобове чергування груп оперативно-бойового призначення аби реагувати на раптові загрози безпеці;
- виконувати інші завдання у відповідності з законодавством за виникнення обставин, що становлять загрозу безпеці громадян, діяльності організацій і громадському порядку, а також у інтересах оборони Республіки Білорусь.

## Історія створення ОМОНу

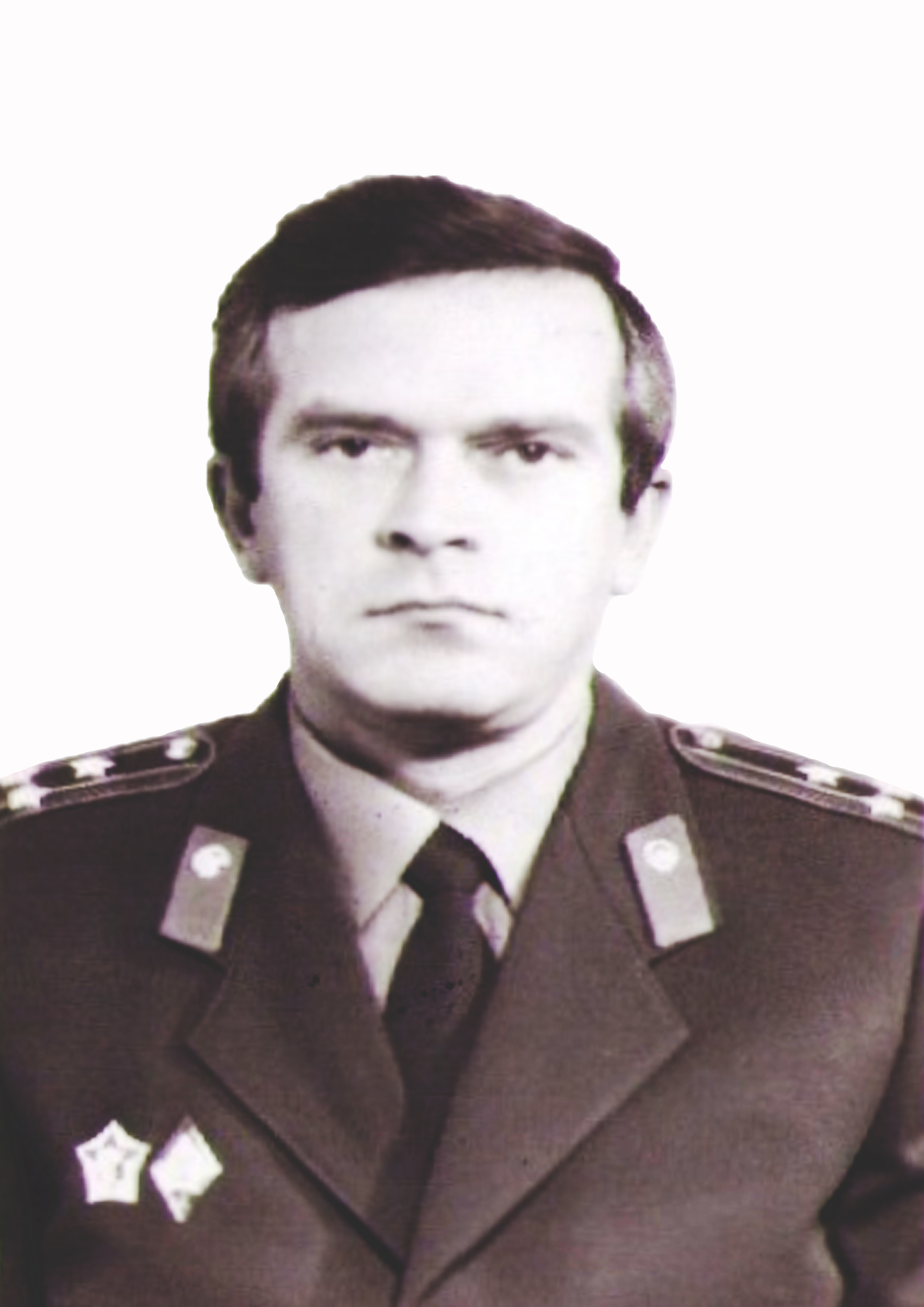
Володимир Артьомов

3 жовтня 1988 наказом Міністерства внутрішній справ СРСР на теренах Радянського Союзу було створено перші 19 підрозділів міліції особого призначення.
22 листопада 1988 наказом управління внутрішній справ міського виконавчого комітету м. Мінська, у зв'язку зі збільшенням числа важчих злочинів, поєднаних із застосуванням насилля і жорстокості, та активізацією діяльності неформальных організацій, в тому числі екстремістського спрямування, було створено перший у Республіці підрозділ міліції особого призначення (Мінський).
Після розпаду СРСР ПМОП лишився під юрисдикцією МВС Республіки Білорусь, а також в оперативному підпорядкуванні Головного управління внутрішніх справ Мінського міськвиконкому.
Першим командиром підрозділу міліції особливого призначення управління внутрішніх справ Мінміськвиконкому було назначено полковника міліції Володимира Івановича Артьомова (Артёмов Владимир Иванович).
В подальшому, аналогічні підрозділи створювались у всіх обласний центрах Республіки Білорусь.
2014 року на запит «Радіо Свобода» після публікації сайту газети «Салідарнасць», що в білоруському ОМОНі працевлаштовуються колишні співробітники українського «Беркута», прес-секретар МВС Білорусі Костянтин Шалкевіч заявив, що «МВС не коментує низькоякісні твори на вільну тему… в інтернеті».
Проте 2020 року було опізнано екс-співробітників «Беркута» у лавах ОМОНу та інших силових структур Білорусі. Видання «Новы Час» продовжило цикл журналістських розслідувань і в 2021 році, ідентифікував ще більше таких персоналій.

## Міжнародні санкції
Співробітники ОМОН неодноразово потрапляли під міжнародні санкції. Так, 2 жовтня 2020 року Європейський союз вніс в «Чорний список ЄС Дмитра Балабу, Леоніда Журавського, Михайла Домарнацкого, Максима Міховіча — командирів відповідно мінського, вітебського, гомельського і брестського ОМОН. Ці ж співробітники були включені в санкційні списки Великої Британії, Канади та Швейцарії. США внесли Дмитра Балабу в список спеціально позначених громадян і заблокованих осіб 2 жовтня, а 23 грудня під американські санкції потрапив і мінський ОМОН.
У січні 2025 року санкції проти ОМОНу запровадила Канада.

## Аналоги
Серед інших спецпідрозділів зі схожими завданнями в Республіці Білорусь — спецпідрозділ у боротьбі з тероризмом «Алмаз», спецпідрозділ швидкого реагування СОБР, спецпідрозділ КДБ «Альфа».